# Édouard Dieffenbach
Pour les articles homonymes, voir Dieffenbach.
Édouard Xavier Dieffenbach (né le 30 janvier 1897 à Straßburg, Alsace, alors Empire allemand, mort le 16 juillet 1976 à Tananarive à l'hôpital A Robic à Madagascar) était un planteur français, officier militaire et méhariste des Forces françaises libres pendant la Seconde Guerre mondiale dans le théâtre de l'Afrique de l'Est,. Il était aussi vétéran de la Première Guerre mondiale.

## Biographie
« Riche planteur à Madagascar, cet Alsacien de souche, avait abandonné tous ses biens (qui furent séquestrés) en quittant clandestinement la grande île, pour rejoindre les F.F.L. Il avait dit : « Moi, je suis Alsacien, j’ai fait la guerre de 14-18. Il faut que je bigorne ! » » - Compagnons de la liberté  (1er novembre 2006, éditions Lacour,  (ISBN 2750414075)) de Aimé Vielzeuf (1922-2007).
Il a traversé la ligne de front lors de la Première Guerre mondiale, rejoignant les Forces armées françaises. Après la guerre, il s'est installé à Madagascar.
Au déclenchement de la Seconde Guerre mondiale, il est arrêté par les forces françaises loyales au régime de Vichy à Madagascar pour être livré aux Allemands en tant qu'Alsacien. Il est libéré par les Britanniques au cours de son envoi vers la métropole. Il entreprit un long voyage jusqu'à la Corne de l'Afrique, où il s'enrôle avec les premières Forces françaises libres au Somaliland en avril 1941, quelques semaines après la libération du territoire par les Britanniques pendant la Campagne de l'Afrique de l'Est. Il était principalement associé aux forces de Terre 1re DFL / BM21.
À Djibouti, il a co-fondé un peloton de méharistes, le Peloton de méharistes français libres, que les Anglais appelaient le Free French Camel Corps. Il est actif de septembre 1941 à février 1942, plus tard nommé Corps de méharistes français libres. Le capitaine Dieffenbach est nommé commandant adjoint de la force. Il le conduisit avec d'autres militaires comme le lieutenant Magendie, l'adjudant Émile Cayre, Sergents Battaglini, Sergent Carbuccia (corse tué en action pour la France dans la campagne d'Italie), le caporal Farner, médecin, le commandant Griveau et environ 14 autres compatriotes. Ils étaient notamment stationnés dans des régions équivalentes à la Somalie d'aujourd'hui, l'Éthiopie et l'Érythrée, alors sous occupation.
Après la guerre, il a repris à Madagascar une propriété en tant que planteur près de Majunga. Il y est resté jusqu'à la fin de sa vie.

## Distinctions
- Chevalier de la Légion d'honneur[3] ;
- Médaille commémorative des services volontaires dans la France libre.